# Daytime Emmy Awards
Os Daytime Emmy Awards (ou Prêmios Emmy do Daytime), fazem parte da extensa gama de Emmy Awards de mérito artístico e técnico para a indústria televisiva. Concedido pela Academia Nacional de Artes e Ciências Televisivas (NATAS), com sede em Nova York, o Daytime Emmys reconhece à excelência na programação diurna da televisão estadunidense. A primeira cerimônia foi realizada em 1974. As cerimônias geralmente são realizadas em maio ou junho.
A apresentadora Xuxa Meneghel foi a primeira, e única, brasileira a ser indicada na premiação. Ela foi indicada em 1994 pelo seu programa estadunidense "Xuxa" na categoria "Melhor Direção de Arte/Cenário/Cenografia".

## Categorias
Os Daytime Emmys são concedidos nas seguintes categorias:
Programação
- Melhor Série Dramática
- Melhor Talk Show – Entretenimento
- Melhor Talk Show – Informativo
- Melhor Programa Jurídico/Tribunal
- Melhor Programa Culinário
- Melhor Programa de Notícias de Entretenimento

Atuação
- Melhor Ator em Série Dramática
- Melhor Atriz em Série Dramática
- Melhor Ator Coadjuvante em Série Dramática
- Melhor Atriz Coadjuvante em Série Dramática
- Melhor Artista Jovem em Série Dramática
- Melhor Artista Convidado em Série Dramática

Apresentação
- Melhor Apresentador(a) de Lifestyle/Culinária
- Melhor Apresentador(a) de Gameshow
- Melhor Apresentador(a) de Talk Show de Entretenimento
- Melhor Apresentador(a) de Talk Show Informativo

Direção/Roteiro
- Melhor Equipe de Direção de Série Dramática
- Melhor Equipe de Roteiristas de Série Dramática